# Miss Eslovaquia
Miss Eslovaquia (en eslovaco: Miss Slovensko) es un concurso de belleza nacional en Eslovaquia. Se encarga de seleccionar a las representantes del país para los concursos Miss Mundo, Miss Universo, Miss Internacional, Miss Supranacional y Miss Intercontinental.

## Ganadoras
| Año  | Miss Eslovaquia        | Miss Eslovaquia  | Ref.   |
| Año  | Nombre                 | Ciudad           | Ref.   |
| ---- | ---------------------- | ---------------- | ------ |
| 1993 | Karin Majtánová        | Trenčín          | [ 1 ]  |
| 1994 | Nikoleta Meszárošová   | —                | [ 2 ]  |
| 1995 | Iveta Jankulárová      | Šaľa             | [ 3 ]  |
| 1996 | Vladimíra Hreňovčíková | Zvolen           | [ 4 ]  |
| 1997 | Lucia Povrazniková     | Banská Bystrica  | [ 5 ]  |
| 1998 | Karolína Čičátková     | Nové Zámky       | [ 6 ]  |
| 1999 | Andrea Verešová        | Žilina           | [ 7 ]  |
| 2000 | Janka Horečná          | Žilina           | [ 8 ]  |
| 2001 | Jana Ivanová           | Nemšová          | [ 9 ]  |
| 2002 | Eva Verešová           | Veľké Zálužie    | [ 10 ] |
| 2003 | Adriana Pospíšilová    | Bratislava       | [ 11 ] |
| 2004 | Mária Sándorová        | Čaňa             | [ 12 ] |
| 2005 | Ivica Sláviková        | Bratislava       | [ 13 ] |
| 2006 | Magdaléna Šebestová    | Bílkove Humence  | [ 14 ] |
| 2007 | Veronika Husárová      | Komárno          | [ 15 ] |
| 2008 | Edita Krešáková        | Seňa             | [ 16 ] |
| 2009 | Barbora Franeková      | Žilina           | [ 17 ] |
| 2010 | Marína Georgievová     | Banská Bystrica  | [ 18 ] |
| 2011 | Michaela Ňurciková     | Nové Zámky       | [ 19 ] |
| 2012 | Kristína Krajčírová    | Bratislava       | [ 20 ] |
| 2013 | Karolína Chomisteková  | Oravský Podzámok | [ 21 ] |
| 2014 | Laura Longauerová      | Detva            | [ 22 ] |
| 2015 | Lujza Straková         | Banská Bystrica  | [ 23 ] |
| 2016 | Kristína Činčurová     | Lučenec          | [ 24 ] |
| 2017 | Hanka Závodná          | Bratislava       | [ 25 ] |
| 2018 | Dominika Grecová       | Humenné          | [ 26 ] |
| 2019 | Frederika Kurtulíková  | Bratislava       | [ 27 ] |
| 2020 | Leona Novoberdaliu     | Bratislava       | [ 28 ] |
| 2021 | Sophia Hrivňáková      | Banská Štiavnica | [ 29 ] |
| 2023 | Daniela Vojtasová      | Dolný Kubín      | [ 30 ] |

### Finalistas
| Año  | 1.ª finalista       | 1.ª finalista     | 2.ª finalista       | 2.ª finalista    | Ref.   |
| Año  | Nombre              | Ciudad            | Nombre              | Ciudad           |        |
| ---- | ------------------- | ----------------- | ------------------- | ---------------- | ------ |
| 1993 | Silvia Lakatošová   | Bratislava        | —                   | —                | [ 31 ] |
| 1994 | —                   | —                 | —                   | —                | —      |
| 1995 | Zuzana Špatinová    | Bratislava        | Denisa Vanyová      | Nové Zámky       | [ 3 ]  |
| 1996 | Slávka Popíková     | Košice            | Adrianna Varigová   | Bardejov         | [ 4 ]  |
| 1997 | Barbora Vargová     | Komárno           | Simona Santnerová   | Bratislava       | [ 5 ]  |
| 1998 | Jana Kusovská       | Trnava            | Monika Tichá        | Spišská Nová Ves | [ 6 ]  |
| 1999 | Adela Bartková      | Trebišov          | Dušana Fridrichová  | Nitra            | [ 7 ]  |
| 2000 | Martina Hodruská    | Partizánske       | Michaela Strählová  | Žilina           | [ 8 ]  |
| 2001 | Lucia Pilková       | Nitra             | Barbara Pappová     | Šaľa             | [ 9 ]  |
| 2002 | Hana Burianová      | Bratislava        | Zuzana Gunišová     | Púchov           | [ 10 ] |
| 2003 | Miroslava Luberdová | Košice            | Simona Slobodníková | Banská Bystrica  | [ 11 ] |
| 2004 | Tatiana Krčméryová  | Dolný Kubín       | Aneta Kailingová    | Kežmarok         | [ 12 ] |
| 2005 | Katarína Holáňová   | Žilina            | Lucia Debnárová     | Liptovský Hrádok | [ 13 ] |
| 2006 | Zuzana Lazová       | Trenčianska Turná | Dagmar Ivanová      | Čadca            | [ 14 ] |
| 2007 | Romana Škamlová     | Banská Bystrica   | Kristína Valušková  | Banská Bystrica  | [ 15 ] |
| 2008 | Kristína Vlková     | Trenčianska Turná | Lenka Sýkorová      | Bratislava       | [ 16 ] |
| 2009 | Soňa Skoncová       | Prievidza         | Aneta Valentová     | Lozorno          | [ 17 ] |
| 2010 | Martina Dávidová    | Banská Bystrica   | Tatiana Kohútová    | Zvolen           | [ 18 ] |
| 2011 | Dušana Lukáčová     | Veľký Šariš       | Ľubica Kvasnicová   | Zvolen           | [ 19 ] |
| 2012 | Denisa Krajčovičová | Bratislava        | Silvia Kimličková   | Bratislava       | [ 20 ] |
| 2013 | Nikoleta Duchoňová  | Trebatice         | Luciána Čvirková    | Trebišov         | [ 21 ] |
| 2014 | Lucia Semanková     | Bardejov          | Michaela Nguyenová  | Žiar nad Hronom  | [ 22 ] |
| 2015 | Barbora Bakošová    | Bratislava        | Petra Denková       | Uhorské          | [ 23 ] |
| 2016 | Michaela Meňkyová   | Nitra             | Lenka Tekeljaková   | Žilina           | [ 24 ] |
| 2017 | Petra Varaliová     | Bardejov          | Michaela Cmarková   | Kanianka         | [ 25 ] |
| 2018 | Radka Grendová      | Revúca            | Jasmina Tatyová     | Trnava           | [ 26 ] |
| 2019 | Alica Ondrášová     | Unín              | Natália Hrušovská   | Nitra            | [ 27 ] |
| 2020 | Viktória Podmanická | Banská Bystrica   | Kristína Víglaská   | Zvolen           | [ 28 ] |
| 2021 | Sylvia Šulíková     | Snina             | Jana Vozárová       | Púchov           | [ 29 ] |
| 2023 | Petra Siváková      | Humenné           | Sonja Kopčanová     | Banská Bystrica  | [ 30 ] |

## Representación internacional

### Miss Mundo Eslovaquia
: Declarada como ganadora
     : Terminó como finalista
     : Terminó como una de las semifinalistas o cuartofinalistas
     : Terminó como ganadora de premios especiales
| Año  | Miss Mundo Eslovaquia | Región | Posición en Miss Mundo | Premios especiales | Notas |
| ---- | --- | --- | --- | --- | --- |
| 2025 | Daniela Vojtasová | Dolný Kubín | Por competir | Por competir | Por competir |
| 2023 | Sophia Hrivňáková | Banská Štiavnica | No clasificó | | |
| 2022 | Miss Mundo 2021 se reprogramó para el 16 de marzo de 2022 debido al brote de pandemia de COVID-19 en Puerto Rico, no comenzó ninguna edición en 2022 | Miss Mundo 2021 se reprogramó para el 16 de marzo de 2022 debido al brote de pandemia de COVID-19 en Puerto Rico, no comenzó ninguna edición en 2022 | Miss Mundo 2021 se reprogramó para el 16 de marzo de 2022 debido al brote de pandemia de COVID-19 en Puerto Rico, no comenzó ninguna edición en 2022 | Miss Mundo 2021 se reprogramó para el 16 de marzo de 2022 debido al brote de pandemia de COVID-19 en Puerto Rico, no comenzó ninguna edición en 2022 | Miss Mundo 2021 se reprogramó para el 16 de marzo de 2022 debido al brote de pandemia de COVID-19 en Puerto Rico, no comenzó ninguna edición en 2022 |
| 2021 | Leona Novoberdaliu | Bratislava | No clasificó | - Deportes (Top 32) | |
| 2020 | Debido al impacto de la pandemia de COVID-19, no hubo concurso en 2020                                                                               | Debido al impacto de la pandemia de COVID-19, no hubo concurso en 2020                                                                               | Debido al impacto de la pandemia de COVID-19, no hubo concurso en 2020                                                                               | Debido al impacto de la pandemia de COVID-19, no hubo concurso en 2020                                                                               | Debido al impacto de la pandemia de COVID-19, no hubo concurso en 2020                                                                               |
| 2019 | Frederika Kurtulíková | Bratislava | No clasificó | - Talento (Top 27) - Top Model (Top 40) | |
| 2018 | Dominika Grecová | Humenné | No clasificó | | |
| 2017 | Hanka Závodná | Bratislava | No clasificó | - Beauty with a Purpose (Top 20) | |
| 2016 | Kristína Činčurová | Lučenec | Top 20 | | |
| 2015 | Lujza Straková | Banská Bystrica | No clasificó | | |
| 2014 | Laura Longauerová | Detva | No clasificó | | |
| 2013 | Karolína Chomisteková | Oravský Podzámok | Top 20 | - Talento (Top 12) - Deportes (Top 20) - Belleza Playera (Top 32)                                                                                    | |
| 2012 | Kristína Krajčírová | Bratislava | No clasificó | | |
| 2011 | Michaela Ňurciková | Nové Zámky | No clasificó | | |
| 2010 | Marína Georgievová | Banská Bystrica | No clasificó | | |
| 2009 | Barbora Franeková | Žilina | No clasificó | | |
| 2008 | Edita Krešáková | Seňa | No clasificó | | |
| 2007 | Veronika Husárová | Komárno | No clasificó | | |
| 2006 | Magdaléna Šebestová | Bílkove Humence | No clasificó | | |
| 2005 | Ivica Sláviková | Bratislava | No clasificó | | |
| 2004 | Mária Sándorová | Čaňa | No clasificó | | |
| 2003 | Adriana Pospíšilová | Bratislava | No clasificó | | |
| 2002 | Eva Verešová | Veľké Zálužie | No clasificó | | |
| 2001 | Jana Ivanová | Trenčín | No clasificó | | |
| 2000 | Janka Horečná | Žilina | No clasificó | | |
| 1999 | Andrea Verešová | Žilina | No clasificó | | |
| 1998 | Karolína Čičátková | Nové Zámky | No clasificó | | |
| 1997 | Marietta Senkacová | Bratislava | No clasificó | | |
| 1996 | Linda Lenčová | Bratislava | No clasificó | | |
| 1995 | Zuzana Špatinová | Bratislava | No clasificó | | |
| 1994 | Karin Majtánová | Bratislava | No clasificó | | |
| 1993 | Dana Vojtechovská | Bratislava | No clasificó | | |

### Miss Universo Eslovaquia
: Declarada como ganadora
     : Terminó como finalista
     : Terminó como una de las semifinalistas o cuartofinalistas
     : Terminó como ganadora de premios especiales
| Año  | Miss Universo Eslovaquia | Región          | Posición en Miss Universo | Premios especiales | Notas |
| ---- | ------------------------ | --------------- | ------------------------- | ------------------ | ----- |
| 2024 | Petra Siváková           | Prešov          | No clasificó              |                    |       |
| 2023 | Kinga Puhová             | Dunajská Streda | No clasificó              |                    |       |

### Miss Internacional Eslovaquia
: Declarada como ganadora
     : Terminó como finalista
     : Terminó como una de las semifinalistas o cuartofinalistas
     : Terminó como ganadora de premios especiales
| Año                                                                              | Miss Internacional Eslovaquia | Ciudad natal    | Posición en Miss Internacional |
| -------------------------------------------------------------------------------- | ----------------------------- | --------------- | ------------------------------ |
| 2022                                                                             | Viktória Podmanická           | Banská Bystrica | No clasificó                   |
| Debido al impacto de la pandemia de COVID-19, no hubo concurso entre 2020 y 2021 |                               |                 |                                |
| 2019                                                                             | Alica Ondrášová               | Bratislava      | No clasificó                   |
| 2018                                                                             | Radka Grendová                | Revúca          | No clasificó                   |
| 2017                                                                             | Petra Varaliová               | Bardejov        | Top 15                         |
| 2016                                                                             | Michaela Meňkyová             | Nitra           | No clasificó                   |
| 2015                                                                             | Barbora Bakošová              | Bratislava      | No clasificó                   |
| 2014                                                                             | Lucia Semanková               | Bardejov        | No clasificó                   |
| 2013                                                                             | Nikoleta Duchoňová            | Piešťany        | No clasificó                   |
| 2012                                                                             | Denisa Krajčovičová           | Bratislava      | No clasificó                   |
| 2011                                                                             | Dušana Lukáčová               | Veľký Šariš     | No clasificó                   |
| 2010                                                                             | Tatiana Kohútová              | Bratislava      | No clasificó                   |
| 2009                                                                             | Soňa Skoncová                 | Prievidza       | No clasificó                   |
| 2008                                                                             | Lenka Sýkorová                | Bratislava      | No clasificó                   |
| 2007                                                                             | Kristina Valušková            |                 | No clasificó                   |
| 2006                                                                             | Dagmar Ivanová                |                 | No clasificó                   |
| 2005                                                                             | Lucia Debnárová               |                 | No clasificó                   |
| 2004                                                                             | Aneta Kailingová              |                 | No clasificó                   |
| 2003                                                                             | Simona Slobodníková           |                 | No clasificó                   |
| 2002                                                                             | Zuzana Gunišová               |                 | No clasificó                   |
| 2001                                                                             | Barbara Pappová               |                 | No clasificó                   |
| 2000                                                                             | Michaela Strahlová            |                 | Top 15                         |
| 1999                                                                             | Adela Bartková                |                 | No clasificó                   |
| 1998                                                                             | Martina Kalmanová             |                 | No clasificó                   |
| 1997                                                                             | Monika Coculová               |                 | No clasificó                   |
| 1996                                                                             | Martina Jajcayová             |                 | No clasificó                   |
| 1995                                                                             | Jana Slúková                  |                 |                                |
| 1994                                                                             | Nikoleta Meszárošová          | Rimavská Sobota | No clasificó                   |
| 1993                                                                             | Karin Majtánová               | Bratislava      | No clasificó                   |

### Miss Supranacional Eslovaquia
: Declarada como ganadora
     : Terminó como finalista
     : Terminó como una de las semifinalistas o cuartofinalistas
     : Terminó como ganadora de premios especiales
| Año  | Miss Supranacional Eslovaquia                                          | Ciudad natal                                                           | Posición en Miss Supranacional                                         |                                                                        |
| ---- | ---------------------------------------------------------------------- | ---------------------------------------------------------------------- | ---------------------------------------------------------------------- | ---------------------------------------------------------------------- |
| 2024 | Petra Sivakova                                                         | Šamorín                                                                | Top 25                                                                 |                                                                        |
| 2022 | Jana Vozárová                                                          | Púchov                                                                 | No clasificó                                                           |                                                                        |
| 2021 | Kristína Víglaská                                                      | Bratislava                                                             | No clasificó                                                           |                                                                        |
| 2020 | Debido al impacto de la pandemia de COVID-19, no hubo concurso en 2020 | Debido al impacto de la pandemia de COVID-19, no hubo concurso en 2020 | Debido al impacto de la pandemia de COVID-19, no hubo concurso en 2020 | Debido al impacto de la pandemia de COVID-19, no hubo concurso en 2020 |
| 2019 | Natália Hrušovská                                                      | Nitra                                                                  | No clasificó                                                           |                                                                        |
| 2018 | Katarina Očovanova                                                     | Hriňová                                                                | Top 25                                                                 |                                                                        |
| 2017 | Michaela Cmarková                                                      | Kanianka                                                               | No clasificó                                                           |                                                                        |
| 2016 | Lenka Tekeljaková                                                      | Liptovský Mikuláš                                                      | Top 10                                                                 |                                                                        |
| 2015 | Petra Denková                                                          | Uhorské                                                                | Top 10                                                                 |                                                                        |
| 2014 | Michaela Nguyenová                                                     |                                                                        | No compitió                                                            |                                                                        |
| 2013 | Luciána Čvirková                                                       | Bratislava                                                             | No clasificó                                                           |                                                                        |